# Star Wars: Episode II: Attack of the Clones
Star Wars: Episode II - Attack of the Clones is het tweede, maar als vijfde gemaakte deel uit de Star Wars-saga. Deze Amerikaanse film werd gemaakt in 2002 en geregisseerd door George Lucas naar een eigen scenario.

## Verhaal
Tien jaar zijn verstreken sinds de vorige film. Er heerst onrust in de Galactische Republiek. Steeds meer planeten hebben zich afgescheiden van de Republiek en vormen nu als de Separatisten een grote dreiging onder leiding van een voormalige Jedi, graaf Dooku. De Republiek moet het hoofd bieden aan deze nieuwe dreiging en daarom wordt er in de senaat druk gediscussieerd of er een groot algemeen leger voor de Republiek komen moet. Op Coruscant wordt een aanslag gepleegd op Padmé Amidala om haar te vermoorden, maar dat mislukt.
Na nog een aanslag verijdeld te hebben, krijgt Obi-Wan opdracht om de moordenaar op te sporen, terwijl Anakin de jonge vrouw moet blijven bewaken. Obi-Wan heeft een mysterieuze gifpijl gevonden waarmee Zam Wesell, degene die Amidala probeerde te vermoorden, werd neergeschoten door een premiejager. Anakin gaat samen met Padmé naar Naboo. Daar krijgt Anakin steeds dromen over zijn moeder.  
Obi-Wan gaat naar zijn oude vriend Dexter Jettster. Dexter heeft al jaren gereisd en daarom vraagt Obi-Wan aan hem waar de gifpijl vandaan komt. Dexter vertelt hem dat de gifpijl van een wapen van een Kamino Clone Trooper komt. Obi-Wan gaat naar de planeet Kamino, waar al bijna tien jaar wordt gewerkt aan een geheim Kloonleger voor de Republiek. De man die ervoor gekloond werd, Jango Fett, doet echter nogal geheimzinnig tegen Obi-Wan en vlucht met zijn zoon Boba (die eigenlijk ook een kloon van hem is) in hun ruimteschip Slave I richting de planeet Geonosis, waar op dat moment de Seperatisten de baas zijn. 
Er wordt een gevecht gehouden in de ruimte tussen de Slave I en Obi-Wans ruimteschip. Jango Fett weet met zijn zoon naar Geonosis te gaan, terwijl Obi-Wan zich verschuilt achter een steen. Obi-Wan reist naar Geonosis. Daar is hij getuige hoe een enorm droidleger gebouwd wordt en hoe Dooku met de belangrijkste en graaierigste commerciële organisaties, waaronder de Handelsfederatie, de Confederatie van Onafhankelijke Stelsels opricht, maar hij wordt gevangengenomen.
Anakin en Padmé zijn intussen op Naboo hevig verliefd geworden, maar kunnen hier niet mee leven omdat het Anakin als Jedi verboden is zich aan iemand te binden. Tegelijkertijd heeft Anakin angstdromen over zijn moeder Shmi Skywalker. Hij wil haar zoeken op Tatooine en Padmé gaat mee zodat hij zijn plicht voor haar toch niet verzaakt. 
Op Tatooine maken Anakin en Padmé kennis met Shmi's nieuwe echtgenoot Cliegg Lars en diens zoon en schoondochter Owen en Beru Whitesun Lars. Cliegg vertelt Anakin dat Shmi is ontvoerd door Tuskens, een nomadenvolk op Tatooine. Anakin gaat op een speeder op weg naar de Tuskens, waar hij ziet hoe zijn moeder Shmi sterft en uit boosheid alle Tuskens doodt. Anakin keert met het dode lichaam van zijn moeder terug naar Cliegg. Daar wordt Shmi begraven.
Gezien de toenemende dreiging worden de bevoegdheden van Grootkanselier Palpatine uitgebreid. Deze besluit het Kloonleger voor de Republiek te gebruiken tegen de Separatisten.
R2-D2 krijgt bericht dat Obi-Wan gevangen is genomen op Geonosis. Daarom reizen Anakin en Padmé naar Geonosis. C-3PO gaat ook mee. Anakin, Padmé, R2-D2 en C-3PO worden daar gevangen gehouden. Er wordt op de planeet een gevecht gehouden tussen Obi-Wan, Anakin en Padmé en drie monsters in een arena.
Terwijl Yoda het Kloonleger formeel gaat activeren, gaan alle beschikbare Jedi onder leiding van Mace Windu naar Geonosis om Obi-Wan, Anakin en Padmé te redden. Dit lijkt succes te hebben, maar uiteindelijk worden de Jedi en Padmé toch door het leger droids in het nauw gedreven. Totdat Yoda met de Clone Troopers ten tonele verschijnt. De Separatistenleiders vluchten. Obi-Wan en Anakin gaan Dooku achterna. Als Obi-Wan en Anakin Dooku vinden, raakt Obi-Wan gewond en Anakins arm wordt eraf gehakt. Yoda blijkt echter wel tegen hem opgewassen, maar met de duistere krachten van de Sith weet Dooku toch te ontkomen.
Dooku, alias Darth Tyranus, komt aan op Coruscant bij zijn meester Darth Sidious met het nieuws dat alles volgens plan verloopt en tevens met speciale bouwplannen van de Death Star. De Kloonoorlogen zijn uitgebroken en het melkwegstelsel zal verscheurd worden door deze enorme oorlog. Maar ondanks alles treden Anakin en Padmé op Naboo in het geheim in het huwelijk, met C-3PO en R2-D2 als getuigen.

## Rolverdeling
| Acteur                                  | Personage                           |
| --------------------------------------- | ----------------------------------- |
| Ewan McGregor                           | Obi-Wan Kenobi                      |
| Natalie Portman                         | Padmé Amidala                       |
| Hayden Christensen                      | Anakin Skywalker                    |
| Christopher Lee                         | Graaf Dooku / Darth Tyranus         |
| Samuel L. Jackson                       | Mace Windu                          |
| Frank Oz                                | Yoda (stem)                         |
| Ian McDiarmid                           | Kanselier Palpatine / Darth Sidious |
| Pernilla August                         | Shmi Skywalker                      |
| Temuera Morrison                        | Jango Fett                          |
| Jimmy Smits                             | Senator Bail Organa                 |
| Jack Thompson                           | Cliegg Lars                         |
| Leeanna Walsman                         | Zam Wesell                          |
| Ahmed Best                              | Jar Jar Binks                       |
| Rose Byrne                              | Dormé                               |
| Oliver Ford Davies                      | Sio Bibble                          |
| Ronald Falk                             | Dexter Jettser (stem)               |
| Jay Laga'aia                            | Kapitein Typho                      |
| Andy Secombe                            | Watto (stem)                        |
| Anthony Daniels                         | C-3PO                               |
| Silas Carson                            | Ki-Adi-Mundi Nute Gunray            |
| Ayesha Dharker                          | Koningin Jamillia                   |
| Joel Edgerton                           | Owen Lars                           |
| Daniel Logan                            | Boba Fett                           |
| Bonnie Piesse                           | Beru Lars                           |
| Anthony Phelan                          | Lama Su (stem)                      |
| Rena Owen                               | Taun We (stem)                      |
| Alethea McGrath                         | Madame Jocasta Nu                   |
| Alan Ruscoe                             | Lott Dod                            |
| Matt Sloan                              | Plo Koon                            |
| Veronica Segura                         | Cordé                               |
| David Bowers                            | Mas Amedda                          |
| Matt Rowan                              | Senator Orn Free Taa                |
| Zachariah Jensen                        | Kit Fisto                           |
| Kenny Baker                             | R2-D2                               |
| Gin Clarke (archief materiaal)          | Adi Gallia                          |
| Khan Bonfils (archief materiaal)        | Saesee Tiin                         |
| Michaela Cottrell (archief materiaal)   | Even Piell                          |
| Dipika O'Neill Joti (archief materiaal) | Depa Billaba                        |
| Amy Allen                               | Aayla Secura                        |
| Marton Csokas                           | Poggle the Lesser (stem)            |
| Liam Neeson                             | Qui-Gon Jinn (stem)                 |
| Jimmy Star                              | Naboo Bewoner                       |
| Matthew Wood                            | Magaloof (stem) Seboca (stem)       |

## Achtergrond

### Productie
De Star Wars saga werd door George Lucas al in de jaren 70 van de twintigste eeuw geschreven als basis voor zes films. In 1999 en 2000 verwerkte Lucas zijn originele plannen voor een tweede film tot een scenario. Jonathan Hales, die zelf bekend is van de The Young Indiana Jones Chronicles, werkte ook mee aan de film als co-schrijver.
Het filmen op locatie gebeurde onder ander in de Tunesische woestijn, in het Plaza de España in Sevilla, Spanje, in Italië in het Villa del Balbianello, en bij het voormalige koninklijke Palace of Caserta. Op zijn eigen aandringen kreeg Samuel L. Jacksons personage Mace Windu een paars lichtzwaard in plaats van de traditionele groene en blauwe.
Net als zijn voorganger, The Phantom Menace, zorgde Attack of the Clones ervoor dat Hollywood meer en meer gebruik ging maken van digitale animatie in films. Zo werd onder andere het personage Yoda in deze films neergezet middels computeranimatie, terwijl hij in de vorige film en de originele trilogie een pop was.

### Muziek
De filmmuziek werd gecomponeerd door John Williams. Deze muziek werd op 23 april 2002 ook op een soundtrackalbum uitgebracht door Sony Classical Records.

### Reacties
Net als The Phantom Menace kreeg Attack of the Clones gemengde reacties. Wel deed de film het op zowel Rotten Tomatoes als de IMDb iets beter dan zijn voorganger. Critici die de film niet goed vonden beschreven vooral dat ze de dialogen “stijf en plat” vonden.
De film bracht in Amerika $310.676.740 op, en $338.721.588 in de rest van de wereld. Daarmee was de film financieel gezien minder succesvol dan zijn voorganger. Het was niet de best lopende film van 2002.

## Prijzen en nominaties
“Attack of the Clones” won in totaal 10 prijzen:
1. 2003: de Saturn Award voor beste kostuums
2. 2003: de Saturn Award voor beste speciale effecten
3. 2003: de BMI Film Music Award
4. 2002: de Bogey Award in Platin
5. 2003: de Empire Award voor scène van het jaar.
6. 2003: de MTV Movie Award voor beste gevecht.
7. 2003: de Golden Raspberry Award voor slechtste scenario.
8. 2003: de Golden Raspberry Award voor slechtste mannelijke bijrol (Hayden Christensen)
9. 2002: de Teen Choice Award voor Film - Choice Actress, Drama/Action Adventure
10. 2003: de VES Award voor Best Matte Painting in a Motion Picture

Ook zijn er door de film nog 6 prijzen gewonnen in combinatie met andere Star Wars of Lucasfilms.
Daarnaast werd de film ook voor vele prijzen genomineerd, waaronder een Academy Award voor beste visuele effecten.

## Animatie
Tussen Episode II en Episode III vond de serie Star Wars: The Clone Wars plaats, die werd afgetrapt met een film in 2008.